# Olocausto in Lituania
L'Olocausto in Lituania comportò la decimazione pressoché totale degli ebrei lituani (Litvaks) e polacchi, residenti nel Generalbezirk Litauen, la suddivisione amministrativa interna al Reichskommissariat Ostland creato dai tedeschi durante i tre anni di occupazione del Paese baltico (1941-1944). Dei circa 220.000-250.000 cittadini ebrei che popolavano la Lituania prima della seconda guerra mondiale, ne furono uccisi 190.000–195.000, la maggior parte dei quali tra giugno e dicembre 1941. Più del 95% della popolazione ebraica della Lituania perse la vita durante l'occupazione, una percentuale di gran lunga superiore a qualsiasi altro paese interessato dalla Shoah. Gli storici ritengono che ad influenzare il dato fu la massiccia collaborazione nel genocidio dei paramilitari locali non ebrei, sebbene le ragioni di questa collaborazione siano ancora oggetto di dibattito. Mai tante vittime si erano registrate in un così breve arco temporale nella storia della Lituania.
L'avanzata tedesca nelle regioni occidentali dell'URSS, compresa la Lituania, avvenne di pari passo con un forte radicamento dell'antisemitismo.
La propaganda nazista cavalcò il mito del bolscevismo ebraico, una ricostruzione secondo la quale la Lituania era stata precedentemente occupata dall'Armata Rossa a causa dello stretto legame tra ebrei e sovietici. Un altro elemento che permise la realizzazione di uno sterminio su vasta scala si deve all'ingente meccanismo messo in atto dai nazisti in termini di manodopera, logistica, propaganda e coordinamento con i simpatizzanti lituani.

## Contesto storico
Dopo l'invasione tedesca e sovietica della Polonia del settembre 1939, l'Unione Sovietica firmò un trattato con la Lituania il 10 ottobre, consegnando la città in gran parte abitata da polacchi ed ebrei di Vilnius (ribattezzata Vilna) ai baltici: in cambio, si prevedeva l'insediamento di truppe sovietiche. A seguito di un ultimatum, in Lituania si svolsero delle elezioni manovrate da Mosca nell'estate del 1940 e, dopo esserne uscito vincitore il Partito Comunista, il nuovo esecutivo della Lituania "chiese" l'annessione alle altre repubbliche sovietiche. L'attacco sferrato da Berlino all'Unione Sovietica il 22 giugno 1941 giunse dopo un anno di occupazione sovietica, culminato con deportazioni di massa in tutti i Paesi baltici solo una settimana prima. I tedeschi furono accolti come liberatori e ricevettero sostegno dalla milizia irregolare della Lituania contro i sovietici in ritirata. Molti lituani speravano che la Germania avrebbe consentito il ripristino dell'indipendenza del paese. Per dimostrarsi ben disposti nei confronti dei nuovi arrivati, alcuni baltici espressero la propria adesione all'antisemitismo. La Germania conquistò i territori lituani nella prima settimana dell'offensiva, sfruttando il buon andamento delle operazioni a proprio vantaggio: nei primi giorni permise infatti la creazione di un governo provvisorio sotto la supervisione del Fronte attivista lituano. Per un breve periodo, cominciò a farsi strada l'idea che i tedeschi stessero per concedere alla Lituania una notevole autonomia, paragonabile a quella conferita alla Repubblica slovacca. Tuttavia, nel giro di un mese, le organizzazioni lituane che abbracciavano posizioni indipendentiste furono sciolte tra agosto e settembre 1941, in concomitanza con la maggiore presa di potere dei tedeschi sui territori acquisiti.

## Sterminio della comunità ebraica

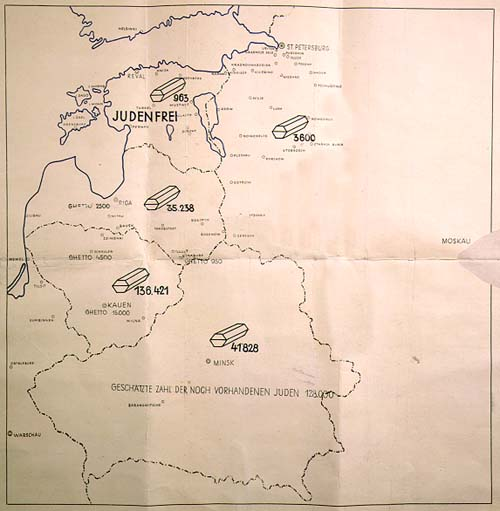
Mappa intitolata "Esecuzioni degli ebrei eseguite dall'Einsatzgruppe A" dal rapporto di Stahlecker. Contrassegnata come "materiale riservato del Reich", la mappa mostra il numero di ebrei uccisi nel Reichskommissariat Ostland. Secondo la cartina, il computo stimato di vittime in Lituania ammontava a 136.421, in un arco temporale che andava dalla costituzione dell'entità amministrativa al completamento della mappa

### Computo stimato di vittime
Prima dell'invasione tedesca, la popolazione ebraica era stimata tra 220.000 e 250.000 abitanti: il dipartimento statistico lituano affermava che il numero si aggirasse addirittura 1 milione il 1º gennaio 1941. Una simile stima, calcolata sulla base del tasso di emigrazione prebellico di cui si avevano notizie ufficiali dall'URSS (circa 8.500), in virtù di chi riuscì a fuggire dai ghetti di Kaunas e Vilnius (1.500–2.000), nonché i sopravvissuti nei campi di concentramento quando furono liberati dall'Armata Rossa (2.000–3.000), colloca il numero di ebrei lituani morti nell'Olocausto tra 195.000 e 196.000. È difficile azzardare una cifra esatta e incontrovertibile. Le statistiche fornite dagli storici differiscono significativamente da 165.000 a 254.000, con quest'ultimo totale dovuto probabilmente all'inclusione di ebrei non lituani uccisi tra i dissidenti del Reich e, invece, etichettati come ebrei uccisi in Lituania.
Nel corso della guerra, si eseguirono alcuni tentativi di salvare le comunità locali. Nel periodo tra il 16 luglio e il 3 agosto 1940 il console onorario olandese Jan Zwartendijk di stanza a Kaunas fornì a oltre 2.200 ebrei una terza destinazione ufficiale a Curaçao, un'isola caraibica e colonia olandese che non richiedeva il visto d'ingresso, o in Suriname (ai tempi non ancora indipendente). A Kaunas, capitale provvisoria della Lituania nel periodo interbellico, operava anche un funzionario in quel frangente vice console del governo giapponese, Chiune Sugihara. Durante la seconda guerra mondiale, Sugihara aiutò circa seimila ebrei a fuggire dall'Europa rilasciando loro dei visti di transito in modo che potessero viaggiare attraverso il territorio giapponese, conscio di rischiare per questo il lavoro e la vita della sua famiglia. I fuggitivi erano rifugiati allontanatisi dalla Polonia occidentale occupata dai tedeschi e dalla Polonia orientale occupata dai sovietici, nonché residenti della Lituania.

### Gli eventi dell'Olocausto
La città portuale lituana di Klaipėda (Memel in tedesco) era stata storicamente membro della Lega anseatica ed era appartenuta alla Germania e alla Prussia orientale prima del 1918. La città, semi-autonoma durante il periodo interbellico e sotto la supervisione della Società delle Nazioni, era popolata da circa 8.000 ebrei quando questa fu assorbita dal Reich il 15 marzo 1939. L'espulsione dei giudei li spinse a trovare rifugio in Lituania, decisione che si rivelò decisamente amara dopo l'invasione dell'Asse nel giugno 1941.
Cronologicamente, il genocidio in Lituania può essere diviso in tre fasi: 
- Dall'estate alla fine del 1941;
- Dicembre 1941-marzo 1943;
- Aprile 1943-metà luglio 1944.[25]

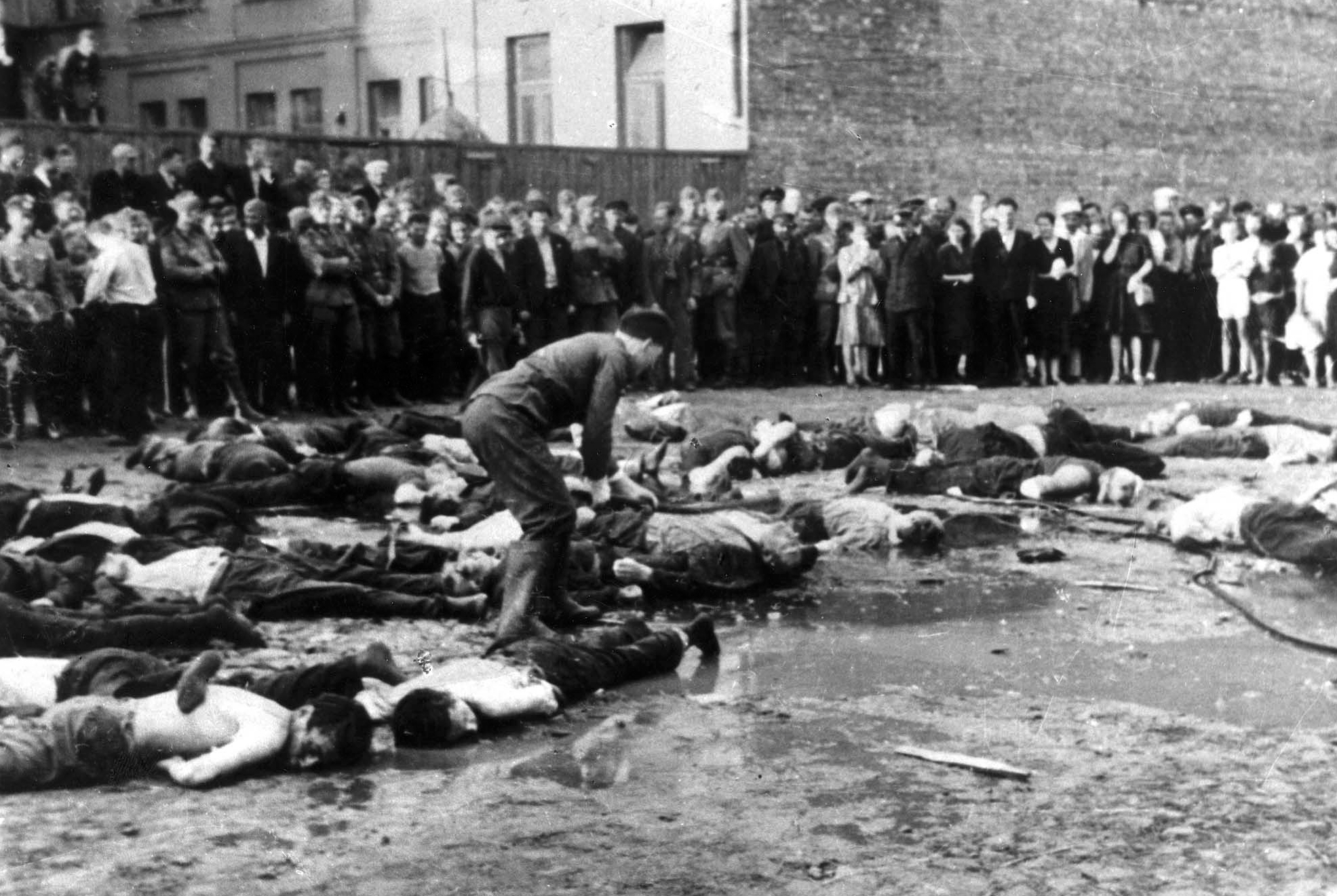
Massacro di ebrei da parte dei lituani nell'autorimessa Lietūkis il 27 giugno 1941 durante il pogrom di Kaunas. Sullo sfondo soldati tedeschi e civili lituani, tra cui donne e bambini, sono spettatori del massacro

La maggior parte degli ebrei lituani morì nella prima fase durante i primi mesi dell'occupazione e prima della fine del 1941. Quando la Wehrmacht si spinse verso est il 22 giugno 1941, in contemporanea si verificò un'insurrezione in Lituania. Durante i giorni precedenti all'occupazione tedesca della Lituania, il Fronte attivista lituano attaccò le forze sovietiche, assunse di fatto il potere in diverse città, diffuse messaggi di natura antisemita ed eseguì massacri di polacchi e ebrei lituani. Un massacro su scala maggiore si verificò nella notte tra il 25 e il 26 giugno, quando Algirdas Klimaitis comandò agli 800 uomini ai suoi ordini di dare inizio al pogrom di Kaunas. Franz Walter Stahlecker, comandante delle SS dell'Einsatzgruppe A, affermò che prima del 28 giugno 1941 si uccisero 3.800 cittadini a Kaunas e altri 1.200 nelle città circostanti della regione. I lituani guidati da Klimaitis distrussero diverse sinagoghe e una sessantina di case abitate da ebrei: negli anni '90 il numero delle vittime dichiarate da Stahlecker venne messo in dubbio e ritenuto probabilmente esagerato.
Gli squadroni della morte tedeschi, le Einsatzgruppen, seguirono l'avanzata delle unità della Wehrmacht nel giugno 1941 e iniziarono immediatamente a organizzare lo sterminio. La prima azione di cui si ha notizia dell'unità Einsatzgruppen (Einsatzgruppe A) ebbe luogo il 22 giugno 1941 nella città di confine di Gargždai (chiamata Gorzdt in yiddish e Garsden in tedesco), ovvero uno dei più antichi insediamenti ebraici nel paese situato a soli 18 km da Memel: a morire furono circa 800 ebrei (si parla di massacro di Garsden) e 100 lituani rei di aver tentato di aiutare chi doveva essere eseguito. Quasi 80.000 ebrei furono uccisi entro ottobre e circa 175.000 entro la fine dell'anno.
A gran parte degli ebrei in Lituania non fu richiesto di spostarsi in ghetti né lì si inviò in lager, a quel tempo ancora non pienamente operativi. Si preferì invece effettuare le esecuzioni in autorimesse o nei pressi dei luoghi di residenza (emblematico il massacro di Kaunas del 29 ottobre 1941), nel Nono forte della fortezza di Kaunas e nella foresta di Ponary vicino a Vilnius. Nel 1942 sopravvivevano circa 45.000 ebrei, in gran parte quelli inviati nei ghetti e nei campi.
Nella seconda fase, la velocità di esecuzione dell'Olocausto rallentò, poiché i tedeschi decisero di impiegare gli ebrei nella produzione di materiale bellico. Nella terza fase, alla distruzione degli ebrei venne assegnata priorità assoluta e perciò si predispose la liquidazione dei ghetti e dei campi ancora attivi.
Due fattori contribuirono alla rapida decimazione degli ebrei lituani: il significativo sostegno alle operazioni di "de-ebrezzazione" della Lituania ad opera della popolazione lituana e il Generalplan Ost, ovvero il piano tedesco di colonizzazione dei paesi europei orientali. Su quest'ultimo punto, essendo la Lituania al confine con la Prussia orientale tedesca, l'eliminazione della comunità ebraica lituana costituiva un passaggio imprescindibile.

### Collaborazionismo

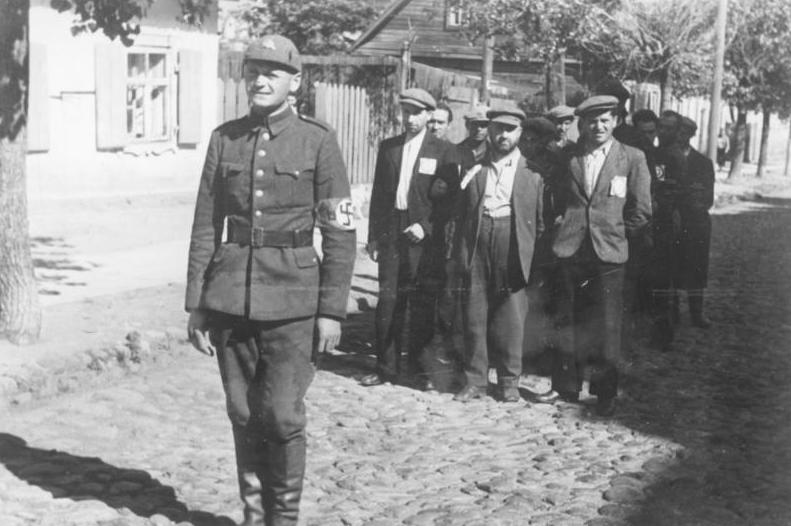
Un membro della polizia di sicurezza lituana conduce cittadini ebrei a Vilnius nel 1941

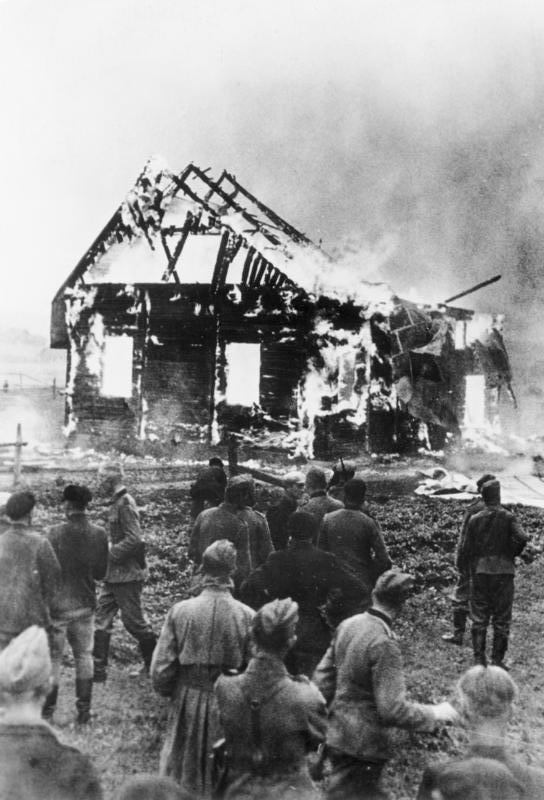
Soldati tedeschi e lituani assistono al rogo di una sinagoga, il 9 luglio 1941

Dina Porat, storica direttrice di Yad Vashem, scrive che "I lituani mostrarono [alle Einsatzgruppen] come uccidere donne e bambini, e forse li abituarono a farlo [...] In verità, all'inizio dell'invasione le unità tedesche uccisero soprattutto uomini, mentre i lituani assassinavano senza seguire un criterio preciso".
L'amministrazione nazista diresse e incoraggiò l'eliminazione organizzata di ebrei lituani. Gli ausiliari locali si occuparono della logistica per la preparazione e l'esecuzione degli omicidi seguendo le direttive tedesche. Il Brigadeführer delle SS Franz Walter Stahlecker si recò a Kaunas il 25 giugno 1941 e recitò discorsi volti a ottenere proseliti per le manovre di sterminio. La situazione in Lituania e le intenzioni tedesche vengono ben descritte nel rapporto X.15 del 1941 di Stahlecker al ministro del Reich Heinrich Himmler. Nel documento in cui riepiloga inizialmente i suoi incarichi relativi allo sterminio degli ebrei nei Paesi baltici, il Brigadeführer suggeriva che le esecuzioni nei territori occupati dalla Wehrmacht avrebbero dovuto avvenire in modo che i nazisti fossero rimasti "puliti" agli occhi della storia e che non avrebbe dovuto trapelare nessuna traccia dell'ispirazione, organizzazione o conduzione dei nazisti. Le azioni avrebbero dovuto apparire come se la popolazione baltica e le istituzioni locali, di propria iniziativa, avessero pianificato l'esecuzione delle comunità ebraiche. Gruppi di partigiani e organizzazioni civili anti-sovietiche e di estrema destra avviarono i contatti con i tedeschi non appena questi avanzarono nei territori lituani. Un'unità di ribelli guidata da Algirdas Klimaitis e incoraggiata dai tedeschi della Sicherheitspolizei (polizia di sicurezza) e Sicherheitsdienst (servizio di sicurezza), avviò pogrom a Kaunas (Kovno) nella notte tra il 25 e il 26 giugno 1941. Oltre mille ebrei morirono nei giorni successivi in quello che fu il primo pogrom nella Lituania occupata dai nazisti. Le fonti riferiscono cifre diverse, variando tra 1.500 e 3.800, con ulteriori vittime in altri insediamenti della regione.
Il 24 giugno 1941 fu creata la Polizia di Sicurezza Lituana (Lietuvos saugumo policija), subordinata a quella della Germania nazista e alla polizia criminale della Germania nazista: il ruolo compiuto dalla Lsp nella repressione dei semiti e di altri oppositori dei nazisti fu costante, presentandosi persino da parte dei comandanti tedeschi rapporti in cui si raccontava dello straordinario "zelo" dei battaglioni locali. L'unità lituana più famosa nella partecipazione all'Olocausto fu la Ypatingasis būrys (una suddivisione della DS tedesca) che uccise decine di migliaia di ebrei, polacchi e cittadini di altre etnie nel massacro di Ponary. Un'altra organizzazione lituana coinvolta risultò la guardia del lavoro nazionale. Molti sostenitori lituani delle politiche naziste parteggiavano per l'organizzazione fascista dei Lupi di Ferro. Nel complesso, l'amministrazione nazionalista lituana fu interessata alla liquidazione degli ebrei perché percepiti come potenziali rivali dei cittadini di etnia lituana: di conseguenza, non solo non si oppose alla politica dell'Olocausto nazista, ma vi prese parte attivamente.

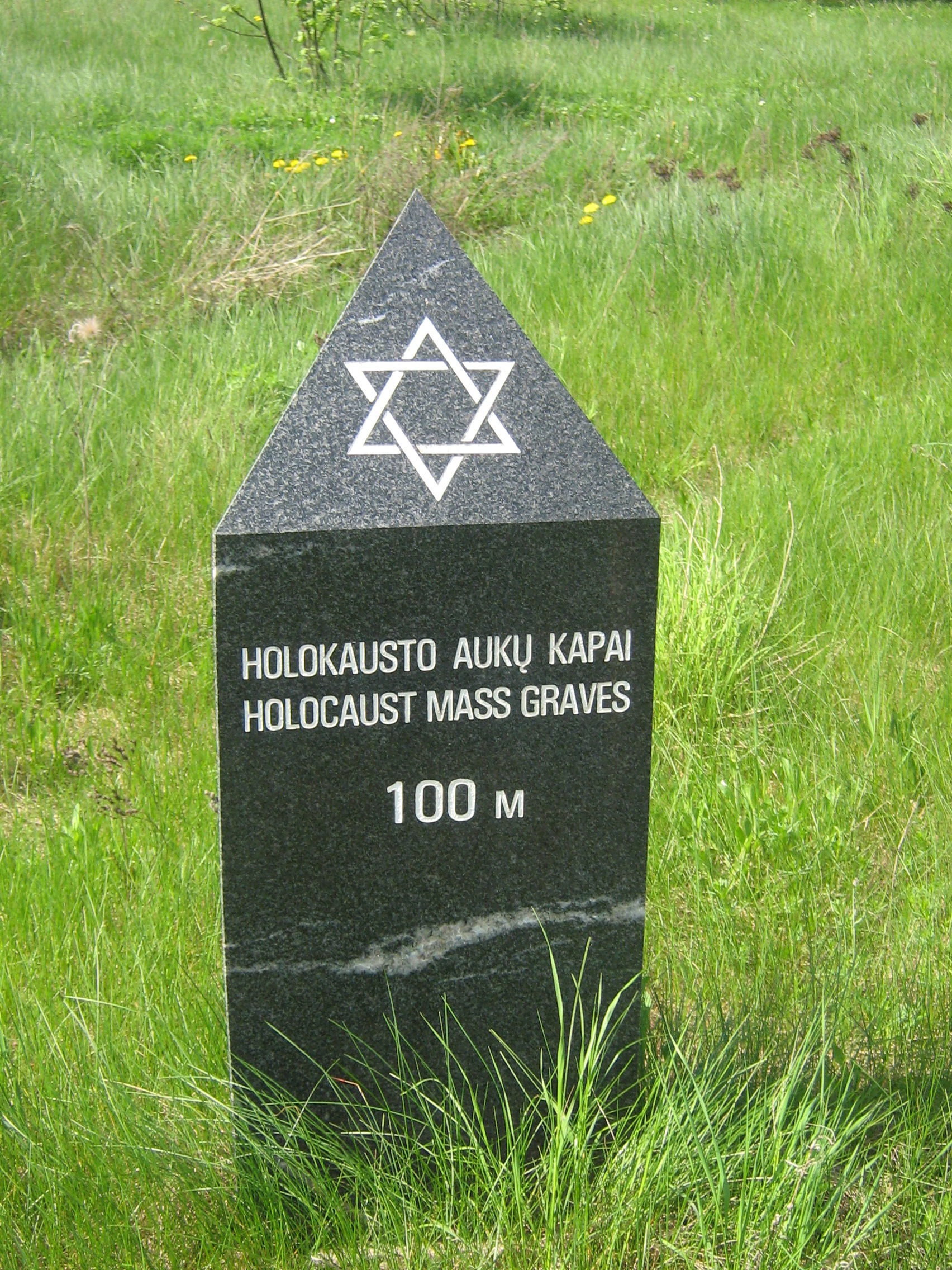
Fosse comuni dell'Olocausto vicino alla città di Jonava

Molteplici furono i fattori che spiegano la partecipazione di alcuni lituani al genocidio contro gli ebrei. In primis, la riaffermazione già citata delle proprie tradizioni e dei valori nazionali a scapito delle minoranze, in particolare quella ebraica che era ritenuta incompatibile. Inoltre, vanno tenuti presenti i gravi problemi economici e la considerazione comune che si percepivano gli ebrei come sostenitori del regime sovietico in Lituania tra il 1940 e il 1941. Durante il periodo antecedente l'invasione tedesca, alcuni ebrei erano considerati puntualmente responsabili di ogni sventura capitata alla Lituania. Alla luce di tutti questi elementi, si può comprendere come vi fossero tutti i presupposti per un'ampia risposta positiva dei locali alla propaganda nazista.
Benché i simpatizzanti furono assai numerosi, non tutta la popolazione lituana approvò gli omicidi: molte centinaia di lituani misero infatti a rischio la propria vita per proteggere i perseguitati. Israele ha riconosciuto 904 lituani (fino al 1º gennaio 2019) come Giusti tra le nazioni per aver tentato a costo della propria stessa esistenza di salvare cittadini ebrei durante l'Olocausto. Un contributo significativo venne offerto da molti membri della minoranza polacca in Lituania, nonostante le conseguenze per chi trasgredisse l'ordine di non interferire con le procedure di arresto o esecuzione fossero estremamente severe.

## Storiografia e memoriali
Dopo l'Olocausto, la Lituania tornò ad essere parte dell'URSS e il governo cercò di ridurre al minimo il sentimento di compassione nei confronti degli ebrei. In Lituania e in tutta l'Unione Sovietica, i memoriali non li menzionavano, parlandosi più genericamente di "vittime naziste", come nel caso del massacro di Rumbula avvenuto in Lettonia. Ad ogni modo, chi collaborò con i nazisti e nei crimini contro gli ebrei venne nella maggioranza dei casi deportato o giustiziato.
Da quando la Lituania riottenne l'indipendenza dall'Unione Sovietica nel 1991, il dibattito sulla partecipazione lituana all'Olocausto è stato intriso di difficoltà. I moderni nazionalisti lituani sottolineano la resistenza antisovietica, mentre alcuni partigiani lituani, percepiti in Lituania come eroi nella lotta contro l'occupazione sovietica, avevano aiutato i nazisti nell'assassinio di ebrei lituani.
Il genocidio in Lituania è ritenuto da alcuni storici come una delle prime implementazioni su larga scala della soluzione finale, portando alcuni studiosi a esprimere l'opinione che l'Olocausto è iniziato in Lituania nell'estate del 1941. Altri studiosi affermano che l'Olocausto fu avviato nel settembre 1939, allo scoppio del conflitto mondiale, o addirittura prima, quando si verificò la Notte dei cristalli nel 1938, o quando Hitler assunse la carica di Cancelliere della Germania nel 1933.

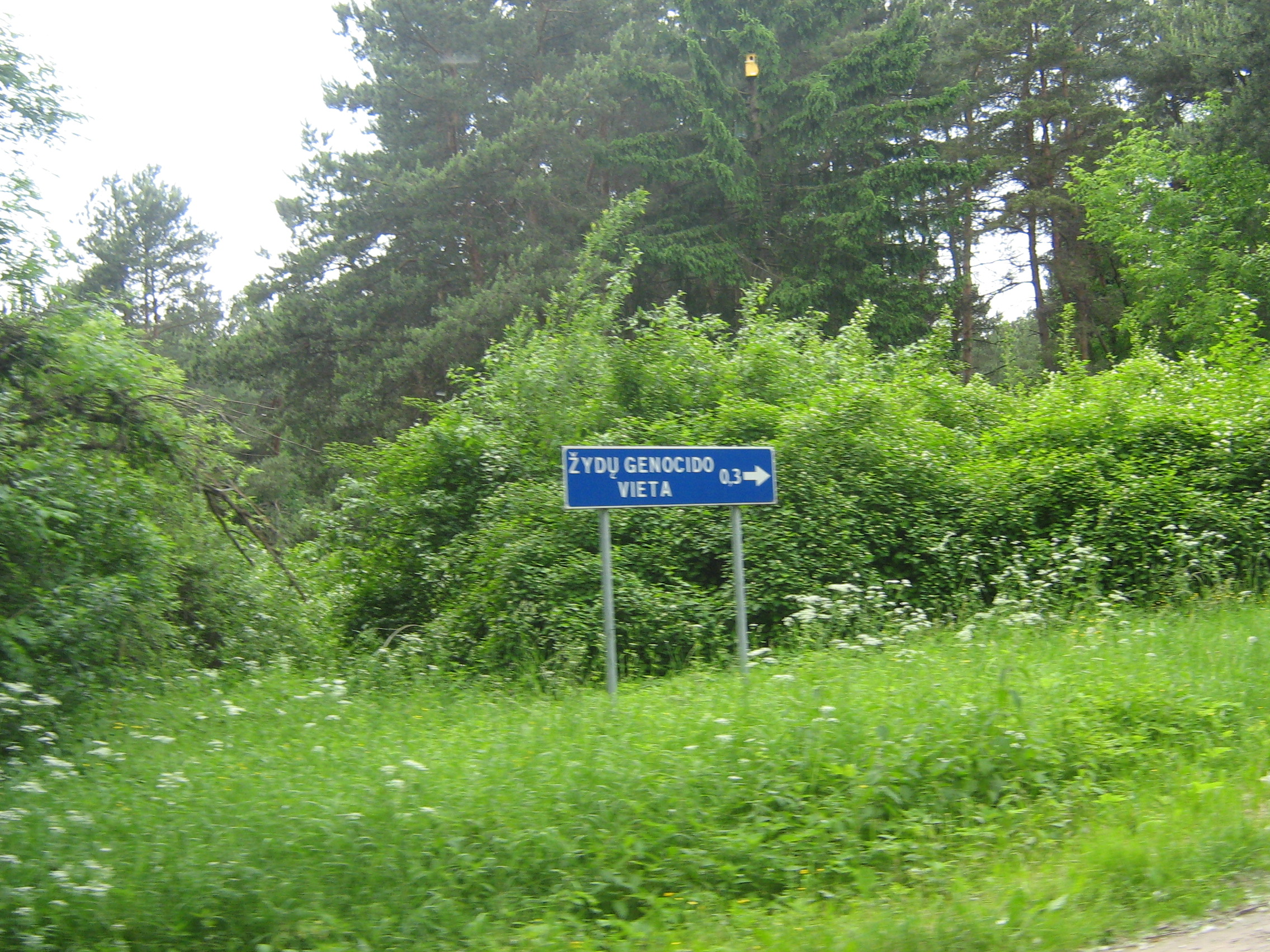
Cartello stradale che indica la distanza dal sito commemorativo del massacro di Jonava

Il governo lituano post-sovietico ha commemorato in diverse occasioni l'Olocausto e tentato di combattere l'antisemitismo portando alla giustizia alcuni criminali di guerra dell'era nazista. La coalizione nazionale a sostegno degli ebrei sovietici ha affermato che "la Lituania ha compiuto progressi lenti ma significativi nella persecuzione di sospetti collaboratori lituani nel genocidio nazista". La Lituania è stata il primo dei nuovi stati post-sovietici indipendenti a legiferare per la protezione e la marcatura dei siti collegati all'Olocausto. Nel 1995, il presidente Algirdas Brazauskas, parlando davanti alla Knesset israeliana, ha chiesto pubblicamente scusa al popolo ebraico per il ruolo dei lituani nell'Olocausto. Il 20 settembre 2001, in occasione del 60º anniversario dell'Olocausto in Lituania, il Seimas (parlamento lituano) hanno tenuto una sessione durante la quale Alfonsas Eidintas, uno scrittore e storico nominato come successivo ambasciatore della Repubblica in Israele, ha tenuto un discorso in cui spiegava gli eventi accaduti in Lituania durante la seconda guerra mondiale.

### Polemiche e critiche
Si è aperto nel corso dei decenni precedenti un dibattito storiografico incentrato sul ruolo nell'Olocausto dei lituani; tradizionalmente, i baltici hanno negato la loro partecipazione all'Olocausto o etichettato i collaborazionisti alla stregua di estremisti isolati. Le versioni raccontate sia in base a testimonianze dirette che grazie a ricostruzioni storiografiche differiscono abbastanza tra autori ebraici e lituani, sebbene questi ultimi dal 1990 abbiano cercato di rivisitare gli eventi al di là delle censure degli studiosi di epoca sovietica. Un contributo prezioso è stato offerto in maniera particolare da Alfonsas Eidintas, Valentinas Brandišauskas e Arūnas Bubnys, tra gli altri, giudicati positivamente dagli storici occidentali ed ebrei. La questione rimane ancora oggi oggetto di controversia: secondo gli autori lituani, resterebbeti ancora di chiarire i ruoli del Fronte attivista lituano, del governo provvisorio e l'adesione di civili e volontari lituani allo sterminio.
Dagli anni '90 sono state mosse critiche agli sforzi del governo lituano di rappresentare accuratamente la storia dell'Olocausto, per via delle continue lodi di presunti nazionalisti lituani che avevano collaborato con i nazisti nell'assassinio di centinaia di migliaia di ebrei lituani e in virtù della reticenza da parte del governo ad accettare la complicità dei locali nei massacri avvenuti sul suolo nazionale. Nel 2010 la società lituana si sono riscontrati casi di negazionismo dell'Olocausto e qualche caso di antisemitismo.
Nel 2001 il governo lituano è stato criticato per la sua riluttanza a perseguire i lituani coinvolti nell'Olocausto dal Centro Simon Wiesenthal. Nel 2002 il Centro ha dichiarato la sua insoddisfazione per le energie impiegate dal governo lituano e ha lanciato l'"Operation Last Chance" (Operazione Ultima Occasione), offrendo ricompense in denaro a chiunque avesse fornito prove che potessero identificare dei criminali di guerra. Benché i nomi forniti si aggirassero intorno ai 200 e 32 persone fossero andate incontro ad accertamenti legali, le autorità preposte a indagare sui crimini di guerra lituani hanno affermato che i dati fossero stati consegnati più per ragioni storiche che per procedere ad accuse giudiziarie. Alla Lituania (come per Austria, Estonia, Norvegia, Romania, Svezia, Siria e Ucraina) è stato assegnato il grado di Categoria F, ovvero "Fallimento totale" ("paesi, che in linea di principio rifiutano di indagare, per non parlare di perseguire, sospetti criminali di guerra nazisti") nel rapporto del 2006 sullo stato delle indagini e delle azioni giudiziarie contro i criminali di guerra nazisti dal Centro Simon Wiesenthal. Tale presa di posizione del Centro non è mutata a due anni di distanza, per via dei passi in avanti, giudicati insufficienti, compiuti da parte della Lituania e la mancata irrogazione di pene effettive ad opera degli organi giudiziari lituani per gli autori dei delitti.
Nel 2010, una sentenza emessa dalla corte di Klaipėda ha decretato che le svastiche potevano essere esposte pubblicamente, essendo simboli del "patrimonio storico della Lituania". Tale orientamento non è mutato il 25 gennaio 2012, quando il medesimo tribunale fu chiamato a pronunciare su una controversia simile.
Nel gennaio 2020 il premier lituano Saulius Skvernelis ha annunciato che dirigerà una commissione parlamentare per redigere una legge in cui si attesti la mancata partecipazione della Lituania e dei suoi organi politici del tempo alla Shoah. Si ritiene che la legge proposta sarà probabilmente simile alla legge polacca sull'Olocausto, la quale punisce penalmente chi taccia i polacchi o le autorità polacche di aver assunto un ruolo attivo nello sterminio. Nel maggio 2020, in occasione del 75º anniversario della fine della seconda guerra mondiale in Europa, il governo lituano ha inviato il suo vice ministro degli affari esteri, Povilas Poderskis per accompagnare gli ambasciatori tedesco, israeliano e americano a partecipare a una cerimonia al cimitero ebraico lituano di Vilnius.

#### Rinomina di via Vilnius e polemiche commemorative
Nel 2019 l'attenzione politica e mediatica nazionale si è concentrata su Remigijus Šimašius, sindaco di sinistra del Partito della Libertà di Vilnius, quando ha ribattezzato una strada dedicata a Kazys Skirpa (fondatore del Fronte attivista lituano che ha autorizzato a compiere massacri di ebrei in tutta la Lituania) e rimosso un monumento a Jonas Noreika (che dispose e supervisionò le uccisioni di 1.700-1.800 ebrei lituani a Plungė). Il Centro di ricerca sul genocidio e la resistenza della Lituania, appoggiato dal governo lituano, precedentemente criticato per le poche indagini effettuate sull'Olocausto, sosteneva che il piano di stravolgere l'odonomastica dipendesse da pressioni estere, in particolare inglesi e americane. Nel corso della diatriba, Vytautas Landsbergis, il primo capo di stato della Lituania dopo l'indipendenza dall'Unione Sovietica, pubblicò una poesia sui social media in cui si riferiva alla Vergine Maria con il termine "žydelka" ("ragazza ebrea") andando incontro alla critica di Faina Kukliansky, presidente della Comunità ebraica lituana. Landsbergis si è giustificato affermando che la lirica era volta a mostrare l'ignoranza degli antisemiti lituani, i quali "sembrerebbero dimenticare che la madre di Dio era ebrea. Tuttavia, mi sorprendo dell'analfabetismo di quelle persone che, invece di leggere i due termini scritti, si fermano al primo". Il presidente lituano Gitanas Nausėda ha successivamente proposto una legge che avrebbe imposto ai comuni di seguire le direttive del governo nazionale "nella nomina, rimozione o modifica delle targhe commemorative", ma in un secondo momento ha preferito non presentarla.